# Crisi del gas entre Ucraïna i Rússia

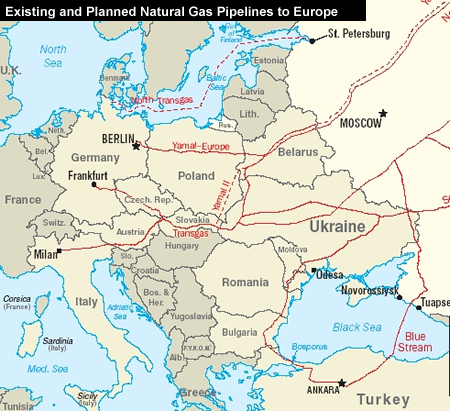
Gasoductes russos que alimenten Europa

La crisi del gas entre Ucraïna i Rússia, Conflicte del gas o Guerra del gas es refereixen a tota una sèrie de crisis que s'originaren arran de divergències polítiques pel que fa al preu i a la distribució del gas natural de Rússia que transita per Ucraïna. Aquests conflictes han tingut repercussions importants a diversos països de la Unió europea que depenen del gas rus, ja que Rússia aporta aproximadament una quarta part del gas natural consumit a la Unió Europea. Aproximadament el 80% d'aquestes exportacions viatgen a través de canonades del sòl ucraïnès abans d'arribar a la UE
El 2009, la crisi entre tots dos països tingué un abast geopolític considerable i generà problemes greus, com ara de calefacció en ple hivern.
Històricament, es produïren tres crisis importants entre les dues societats que s'han especialitzat en el sector energètic, Gazprom que controla el govern rus, i Naftogaz que depèn del govern ucraïnès:
1. El primer conflicte va començar el març del 2005 i arribà al seu punt àlgid l'1 de gener de 2006. Aleshores Gazprom es va negar a alimentar els gasoductes ucraïnesos arran d'una desavinença respecte al preu de trànsit pels gasoductes ucraïnesos. El conflicte s'apaivagà el 4 de gener de 2006 després d'un acord preliminar entre Rússia i Ucraïna.[3][4]
2. Una segon crisi esclatà a l'octubre del 2007 pertocant a uns deutes relatius al gas i s'agreujà considerablement al març del 2008.[5][6]
3. A les darreries del 2008, les relacions entre Gazprom i Naftogaz tornaren a enterbolir-se després d'una dissensió sobre l'import del deute que havia de pagar Naftogaz.[7][8]

El gener del 2009, Gazprom i Naftogaz mantenen un litigi per diverses raons: el preu del gas natural, el volum de gas que ha de transitar per Ucraïna i el pagament del deute de Naftogaz. El 16 de gener de 2009, a conseqüència d'aquesta batalla, 18 estats europeus declararen que havien patit une davallada important, o fins i tot un tall, en el proveïment del gas natural que prové de Rússia i transita per Ucraïna.